# Chesarie Păunescu
Chesarie Păunescu (din botez Cezar Păunescu; n. 17/29 ianuarie 1888, Amărăștii de Sus, Dolj, România – d. 30 octombrie 1975, Galați, România) a fost un cleric ortodox român, care a îndeplinit demnitățile de episcop al Constanței (10 ianuarie 1944 - 26 februarie 1950), episcop al Tomisului și Dunării de Jos, cu reședința la Galați (26 februarie 1950 - 15 martie 1973).

## Biografie
A făcut studii teologice mai întâi la Seminarul "Sfântul Nicolae" din Râmnicu Vâlcea, apoi la Seminarul Central din București (absolvent în anul 1907), și în fine la Facultatea de Teologie din București (1907-1911).
După terminarea studiilor a avut răspunderile de pedagog la Seminarul Central din București (1911-1912), iar apoi de secretar la Seminarul din Râmnicu Vâlcea (1912-1913).
În anul 1914 se călugărește la Mănăstirea Dobrovăț de lângă Iași, cu numele Chesarie (Cezar arhaizant). Este hirotonit ierodiacon pe seama catedralei episcopale din Huși, apoi ieromonah (1915), hirotesit arhimandrit la vârsta de numai 29 de ani (în anul 1917).
Intră în cariera bisericească, mai întâi ca director al cancelariei eparhiei Hușilor (1919-1923), apoi ca vicar al aceleiași eparhii (1923-1929). 
În același timp, funcționează un timp ca profesor de Religie și Latină la Liceul "Ștefan cel Mare" și la liceul de fete "Oltea Doamna", ambele în Iași.
În anul 1929 este chemat la București, unde funcționează ca preot în cadrul Arhiepiscopiei Bucureștilor (1929-1930), profesor și director la Seminarul monahal din Mănăstirea Cernica (1929-1941), profesor și director la Seminarul Central din București (1941-1944).
La 10 ianuarie 1944 ales episcop al Tomisului (Constanța), fiind hirotonit la 23 ianuarie, înscăunat în mai 1944.
În urma contopirii, la cererea regimului comunist, a eparhiilor Dunării de Jos și Tomisului, la 26 februarie 1950 este ales episcop "al Tomisului și Dunării de Jos", cu reședința la Galați. Este înscăunat la 26 martie 1950 la Galați de către mitropolitul Sebastian Rusan al Moldovei. Păstorește această eparhie până la 15 martie 1973, când s-a retras din scaun.
Este considerat un ierarh cu aleasă viață duhovnicească, cu dragoste față de cei în suferință, preocupat de refacerea și pictarea catedralelor episcopale din Constanța și Galați și a numeroase alte biserici.
A decedat la 30 octombrie 1975, la Galați, și a fost înhumat lângă Catedrala Episcopală. La 4 iunie 1994, osemintele sale au fost reînhumate în Catedrala Episcopală.

## Distincții
- Ordinul Meritul Cultural, în gradul de Cavaler cl. II, pentru biserică (1 februarie 1943)[1]
- Ordinul „Steaua Republicii Populare Romîne” clasa a III-a (30 decembrie 1957) „cu ocazia celei de a zecea aniversări a proclamării Republicii Populare Romîne și pentru merite deosebite în îndeplinirea sarcinilor date de Partidul Muncitoresc Romîn, pentru merite deosebite pe tărîmul construcției de stat, economice, sociale, culturale și obștești”[2]